# Dasymallomyia persignata
Dasymallomyia persignata là một loài ruồi trong họ Limoniidae. Chúng phân bố ở miền Cổ bắc.